# رالی مرگ
رالی مرگ (انگلیسی: Death Rally) یک بازی ویدئویی مسابقه‌ای تک‌نفره، چندنفره برای سکوهای ام‌اس-داس، ویندوز، آی‌اواس، اندروید و کیندل فایر می‌باشد که توسط رمدی، مونتین شیپ توسعه و آپوجی سافت‌ویر، رمدی نشر پیدا کرده‌است.
| گردآورنده  | امتیاز                                  |
| ---------- | --------------------------------------- |
| گیم‌رنکینگز | 85% (DOS) 81.50% (iOS) 61.43% (Windows) |
| متاکریتیک  | 77/100 (iOS) 62/100 (Windows)           |

| ناشر         | امتیاز                      |
| ------------ | --------------------------- |
| دستراکتید    | 8/10 (iOS)                  |
| گیم‌اسپات     | 8.5/10 (DOS) 4/10 (Windows) |
| آی‌جی‌ان       | 7.5/10 (iOS)                |
| نکست جنریشن  | (DOS)                       |
| 148 Apps     | (iOS)                       |
| AppSpy       | (iOS)                       |
| Pocket Gamer | 7/10 (iOS)                  |
| TouchArcade  | (iOS)                       |
| TouchGen     | (iOS)                       |